# Pavetta atra
Pavetta atra är en måreväxtart som beskrevs av Elmer Drew Merrill. Pavetta atra ingår i släktet Pavetta och familjen måreväxter. Inga underarter finns listade i Catalogue of Life.